# Accordo petrolifero Long-Bérenger
L'accordo petrolifero Long-Bérenger dell'aprile 1919 è stato un patto tra Francia e Regno Unito per delimitare gli interessi petroliferi delle due potenze in Russia e Romania e nelle colonie francesi e britanniche in Medio Oriente.
L'accordo prende il nome dal Ministro del petrolio britannico Sir Walter Long e dal suo omologo francese Henri Bérenger, che negoziarono l'accordo.
L'accordo pose le basi per un successivo accordo, concluso a San Remo nel 1920 che concedeva alla Francia il 25% della quota derivante dallo sfruttamento dei pozzi petroliferi in Iraq.